# EVE Online
EVE Online е компютърна масова ролева онлайн игра, разработена от компанията CCP Games.

## История
Играта е представена през 2003 г. от фирмата SSI. Скоро след това фирмата-създател (CCP Games) откупува обратно авторските права върху играта от SSI.

## Цена, абонамент, безплатни опции
От 2017 година играта е безплатна за всички. Може да бъде свалена от официалния сайт www.eveonline.com.
Създадени са два типа акаунти – безплатни, които могат да играят за неограничено дълъг период, използвайки само част от предлаганите в играта кораби, модули и възможности. И втори тип – платени: посредством различни методи за плащане на месечен абонамент на стойност около 30 лв. на месец, или със заплащане на виртуална игрова валута (ISK). Натрупването на ISK е наградата за действията на всеки индивидуален играч и скоростта, с която всеки взима своя безплатен месец е различна. Генерирането на виртуална валута не зависи от прекараното пред монитора време, а точно както в реалния живот – от действията и мащаба, в който играчите действат. Времето за натрупване на достатъчно ISK за безплатна игра варира от няколко месеца, до по-малко от един ден при някои играчи.

## Системни изисквания
Поддържаните операционни системи са Mac, Windows и Linux. Изискванията на играта не са високи и машини с по-малко ресурс се справят добре. Допълнителните графични настройки предоставят голяма гъвкавост и улесняват работата за по-слабите компютри, предлагайки красиви визуални ефекти за компютрите с по-висока производителност.
Windows
```
Minimum System Requirements:
```

```
   OS: 
Windows 7
 / 8.1 / 10
   CPU: Intel Dual Core @ 2.0 GHz, AMD Dual Core @ 2.0 GHz
   RAM: 2 GB
   Video: AMD Radeon 2600 XT or NVIDIA GeForce 8600 GTS
```

```
Recommended System Configuration:
```

```
   OS: Windows 7 / 8.1 / 10
   CPU: Intel i7 Series or AMD X4 @ 2.0 GHz or greater
   RAM: 4 GB or higher
   Video: AMD Radeon 6790 or NVIDIA GeForce GTX 560 or better with at least 1 GB VRAM
```

Mac
```
Minimum System Requirements:
```

```
   OS: Mac OS X 10.9 / 10.10 / 10.11
   CPU: Intel Dual Core @ 2.0 GHz
   RAM: 2 GB
   Video: NVIDIA GeForce 320m, Intel HD 3000
```

```
Recommended System Configuration:
```

```
   OS: Mac OS X 10.9 / 10.10 / 10.11
   CPU: Intel i7 Series @ 3.0 GHz or greater
   RAM: 8 GB or higher
   Video: NVIDIA GeForce 675mx or better with at least 1 GB VRAM
```

## Сюжет
Играта се състои в:
- управляване на космически кораб и участие в звездни войни;
- добив на минерали чрез обработка на свободно реещи се в космоса скали;
- сделки с цел печалба, чрез продажба на рафинирана руда
- производство на космически кораби, части за тях, оръжия, стоки.

В някои отношения EVE Online е сложна като реалния свят. Законът за естествения подбор е основният закон в играта. Подобно на други MMOG, в играта възникват общности между отделните участници. В EVE Online тези общности се наричат корпорации, управлението на които е сходно с това на реална компания. Корпорациите развиват стопанска дейност в напрегната конкурентна и враждебна среда. Поради сложната политическа обстановка в EVE, както и поради всеобхватността на този свят, много корпорации създават корпоративни наръчници, които въвеждат новите играчи в тънкостите на играта и ги предпазват от грешки, както и от накърняване репутацията на общността, към която принадлежат.

### Политика
Светът на EVE е враждебен, разделен на стотици корпорации, обединени в десетки алианси, които непрекъснато се борят за влияние и територии. Сред политическите интриги в EVE се оцелява с правилния избор на съюзници.

### Икономика
Икономическата система на EVE зависи изцяло от дейността на хората и корпорациите, както в реалния свят. Изгодните покупки и продажби се определят от правилната преценка за състоянието на пазара, познаването в дълбочина на причините за поскъпването или поевтиняването на един или друг продукт и непрекъснатото следене на пазарните тенденции.

#### Производство
Производтсвото е основен двигател на икономиката на корпорацията. Произвеждат се модули и космически кораби, част от които се реализират на пазара, а други се съхраняват за вътрешна употреба.
За целта на производтсвото са необходими главно две неща – ресурси (минерали, елементи, понякога цели кораби) и чертежи за производство – т. нар. Blue Prints. Чертежите биват два вида – оригинали и копия. Копията се получават от оригиналите чрез копиране, процес който отнема известно време и пари. Копията на чертежите са ограничени в количеството продукция, която може да бъде произведена от тях. Оригиналните чертежи нямат тези ограничения и дори могат да бъдат развивани с цел намаляване необходимото количество ресурси и време за производство.

#### Търговия
Повечето неща с които се сдобиват играчите в EVE Online могат да бъдат предложени на пазара. Цените са различни за различните региони в EVE което е основна причнина за стокообмена между отделните региони и раси.
Изборът на цена за покупка, както и цена и място за продажба, определят икономическия ефект от тази дейност.

### Техническо развитие
В EVE Online има стотици различни уникални съоръжения, космически кораби и модули за тях, каталогът на арсенала е внушителен. Оцеляването в играта зависи от познаването на кораба, който играчът управлява, вникване в дълбочина в неговите възможности и целите, които може да обслужва. Безопасното завръщане в базата на играча се предопределя от правилния избор на модулите и оръжията, които са инсталирани при оптимално използване на енергийната решетка и процесорна мощ на кораба. Съобразяването с техническите спецификации е свързано с изморително четене на дълги списъци с технически характеристики и сравняването им за намирането на оптималното тактико-техническо решение на кораба.

### Обучение
Съдбата на героите в EVE Online е зависима от пътя на обучение, който следват и от непрекъснатото усъвършенстване на придобитите умения. На разположение са стотици умения и създателите на играта непрекъснато добавят нови. За бързото учене на уменията героите трябва да съобразяват техните така наречени атрибути: интелект, възприятие, харизматичност, волята, памет. Придобиването на уменията става с продължително учене, и с използването на импланти, те увеличават атрибутите и съответно става по-бързо научаване на уменията. Има и такива импланти които увеличават параметрите на кораба. Всяко умение изисква поне два вида атрибути и техните високи стойности. При начинаещите е важно умението за използване на имплантите за да може да ги използва.

### Време
Пълноценното участие в тази игра е времеотнемащо. За доброто развитие на герой в EVE Online са нужни няколко (реални) години игра. Някои играчи са на мнение, че изучаването на всички умения в играта и развиването им в максимална степен изисква над тридесет астрономически години към настоящия момент при отчитане на обстоятелството, че този свят се разширява непрекъснато във всички аспекти, включително и по отношение на новите умения, които отговарят за новите кораби, модули, оръжия и пр.

### Поведение на играчите
С развитието на действието в играта, на участниците се налага да приемат различно поведение – на боен пилот, пират, наемник, миньор, търговец, индустриален магнат, лидер на корпорация или на алианс,... предател, шпионин, измамник, крадец. Необходимо е съобразяване с една сложна и напрегната политическа обстановка, която предопределя един динамичен и разнообразен пазар, четене на подробни указания преди инсталиране на най-елементарен модул на космически кораб и непрекъснато развиване на уменията.

#### Книги
За развитието на EVE вселената – компанията се е съобразила и издава поредица от романи, които са в научнофантастичен стил:
EVE: The Empyrean Age и EVE#2 Templar One с автор Tony Gonzales.